# موافق الرويلي
موافق الرويلي عضو سابق في مجلس الشورى السعودي، ولد في الجوف عام 1371هـ. قاد في عام 2011م حملة مكافحة الشهادات الوهمية من مجلس الشورى ثم في وسم (هلكوني) على تطبيق تويتر، وشهدت الحملة تفاعلاً شعبياً ورسمياً واسعاً تجاوز حدود السعودية إلى عدد من دول الخليج العربي، وكان من نتائجها مناقشة مجلس الشورى لمشروع «نظام توثيق ومعادلة الشهادات العليا» الذي يهدف إلى حماية المواطن من استغلال حملة الشهادات الوهمية.

## التعليم
حاصل على درجة الدكتوراه في مناهج التعليم الثانوي من كلية الدراسات العليا في جامعة أيوا في الولايات المتحدة الأميركية عام 1986م.

## العمل
- عضو في مجلس الشورى من عام 2009م إلى عام 2016م.[9]
- عمل أستاذاً مشاركاً للمناهج بكلية التربية في جامعة الملك سعود.[10]

## هلكوني
هي حملة إلكترونية بدأت عام 2011 من منصة تويتر وقادها موافق الرويلي لفضح أسماء الحاصلين على شهادات وهمية من جهة، ومن جهة ثانية التشهير بالجامعات الوهمية والزائفة وغير المرخصة التي تبيع الشهادات العليا.
بدأت الحملة من المملكة العربية السعودية ثم امتدت لعدد من دول الخليج العربي كالإمارات وعمان، والكويت التي فتح فيها ملف الشهادات الزائفة، وتدخلت أجهزة الدولة بتوجيه الاتهام لأكثر من 40 شخصاً من المتورطين، وكشف أكثر من 400 شهادة مزورة في مواقع متفرقة شملت أشخاصا في مواقع قيادية.